# Sossêgo
Sossêgo is een gemeente in de Braziliaanse deelstaat Paraíba. De gemeente telt 3.089 inwoners (schatting 2009).